# Alain Pâris
Alain Pâris, (París, 22 de novembre, 1947), és un director d'orquestra i musicògraf francès.

## Biografia
Alain Pâris es va formar com a pianista amb una alumne d'Alfred Cortot, Bernadette Alexandre-Georges, mentre obtenia la llicenciatura en dret. Va estudiar direcció amb Pierre Dervaux, Louis Fourestier, Paul Paray i Georg Solti i va guanyar el primer premi al concurs internacional de Besançon el 1968. Va ser el guanyador més jove durant trenta-set anys abans de ser destronat per Lionel Bringuier.
Ajudant de Michel Plasson al Capitole de Tolosa, va ser director principal a l'Òpera del Rhin (1983-1987) i professor de direcció al conservatori amb influència regional d'Estrasburg (1986-89). Va dirigir la majoria de les principals orquestres franceses (Orchestre de Paris, orquestres de Radio France, Lió, Estrasburg, Lille, Metz, Bordeus, etc.) i va desenvolupar una carrera internacional, sobretot com a convidat habitual de la Capella de Sant Petersburg (1993-1999), la Bilkent Symphony Orchestra d'Ankara (1998-2000), la Filharmònica Georges Enesco de Bucarest (1999-2011), l'Orquestra Estatal d'Atenes (2002-2004), de l'Orquestra Filharmònica del Líban (des de 2002).
És convidat a Alemanya (Dresden i Karlsruhe), a Suïssa (orquestres de la Suïssa francòfona i la Suïssa italiana), a Itàlia, Espanya, Portugal, Finlàndia, Rússia, Polònia, Hongria, Lituània, Estònia, Eslovènia , Eslovàquia, Grècia, Turquia, Líban, Egipte, Turquia, Mèxic, Argentina (Teatro Colón de Buenos Aires), Sud-àfrica, Xina, Hong Kong, Macau, Singapur...en total, gairebé un centenar d'orquestres en més d'una trentena de països diferents.
Requerit pel seu coneixement del repertori francès, també va impartir classes magistrals a tots aquests països i forma part de jurats de concursos internacionals. Va crear o estrenar obres de Philippe Chamouard, Hugues Dufourt, Mikołaj Górecki, Iyad Kanaan, Bechara El-Khoury, Bruce Mather, Piotr Moss, Tristan Murail, Jacques Offenbach, Luis de Pablo, Yoshihisa Taïra, Toru Takemitsu, al costat de la seva carrera com a director d'orquestra, va ser productor de programes musicals a France Musique i France Culture de 1971 a 2010. Director musical de la temporada musical Pro Musicis i president del concurs Pro Musicis entre 2013 i el 2016, es dedica a compartir música amb públics desfavorits. El 2015, va fundar les Trobades Musicals de l'ESA a Beirut, de les quals és el director artístic (2015-2017).

## Discografia
- Concerto pour piano de Massenet, Variations symphoniques i Les Djinns de César Franck, amb Idil Biret, piano. Bilkent Symphony Orchestra Ankara (Alpha)
- Pierre Wissmer: Symphonie n° 4, Hungarian Symphony Orchestra, Budapest (Integral amb Naxos)
- Mozart: Concerto pour deux pianos, K 365, amb Roxana i Valentin Gheorghiu, Orquestra Nacional de la Ràdio Romanesa (Casa Radio)
- Philippe Chamouard: Symphonie n°7, Hungarian Symphony Orchestra, Budapest (Hortus)
- Camille Saint-Saëns: Concerto pour piano n°5 "Égyptien, amb Muza Rubackyté, Lithuanian National Philharmonic, Vilnius (Doron)
- Pierre Wissmer: Concerto valcrosiano i Concerto pour piano n° 2, amb Georges Pludermacher, Hungarian Symphony Orchestra, Budapest (Naxos)
- Philippe Chamouard: Symphonie n° 6 "La Montagne de l'âme" i Les Rêves de l'ombre, Orchestre philharmonique de Transylvanie (Triton)
- Philippe Chamouard:Symphonie n° 5 "Le Manuscrit des étoiles" i Le Portail céleste, Orchestre philharmonique "Mihail Jora" de Bacau (Indésens)
- Pierre Wissmer: Divertissement sur un choral, Concerto pour violon n°2 amb Eva Zavaro, Concertino pour trompette amb Romain Leleu, Concertino-croisière per a flauta amb Christel Raynaud, Hungarian Symphony Orchestra, Budapest (Claves).

## Publicacions
- Dictionnaire des interprètes et de l'interprétation musicale au xxe siècle, Paris, Robert Laffont, coll. « Bouquins », 2004, 5e éd., 1278 p. (ISBN 978-2-2210-8064-1 et 2-221-08064-5, OCLC 34515574)[4]
- Livrets d'opéra, Robert Laffont, coll. «Bouquins», Paris, 1991 ; rééd. 2013
- Le Nouveau Dictionnaire des interprètes, Paris, Robert Laffont, coll. «Bouquins», 2015

### Adaptació en francès
- Dictionnaire encyclopédique de la musique establert sota la direcció de Denis Arnold, Robert Laffont, coll. «Bouquins», Paris, 1988
- Dictionnaire biographique des musiciens de Theodore Baker i Nicolas Slonimsky, Robert Laffont, coll. «Bouquins», Paris, 1995
- Dictionnaire encyclopédique de la musique de chambre de Walter Wilson Cobbett, Robert Laffont, coll. «Bouquins», Paris, 1999